# Sankt Leonhard bei Freistadt
Sankt Leonhard bei Freistadt è un comune austriaco di 1 365 abitanti nel distretto di Freistadt, in Alta Austria; ha lo status di comune mercato (Marktgemeinde).